# El jardín secreto (película de 1993)
El jardín secreto (título original en inglés: The Secret Garden) es una película británica juvenil de fantasía-dramática del año 1993. Fue estrenada el 13 de agosto de 1993 en Estados Unidos. basada en la novela homónima de la escritora inglesa Frances Hodgson Burnett publicada en folletos entre 1910 y 1911. La película fue dirigida por la directora polaca Agnieszka Holland.

## Argumento
Tras la muerte de sus padres víctimas de un gran terremoto en la India, Mary, niña británica nacida en la India, es enviada a Inglaterra a vivir con un tío suyo que nunca había visto. Este es un personaje huraño y distante que la lleva a vivir en una gran mansión gótica, gobernada por una estricta ama de llaves, la señora Medlock. Mary descubre un gran jardín, cerrado y abandonado durante años que pertenecía a su tía, que se convertirá en un mágico refugio para ella y sus dos nuevos amigos: su primo Colin, un niño  al cual su padre mantiene siempre encerrado al considerarlo débil a causa de una discapacidad de nacimiento, y Dickon, ingenuo y lleno de bondad.

## Reparto
- Kate Maberly como Mary Lennox.
- Andrew Knott como Dickon Sowerby.
- Heydon Prowse como Colin Craven.
- John Lynch como Lord Archibald Craven.
- Maggie Smith como Mrs. Medlock
- Irène Jacob como Mrs. Lennox/Lilias Craven
- Colin Bruce como Major Lennox.
- Laura Crossley como Martha Sowerby.
- Walter Sparrow como Ben Weatherstaff, el jardinero.

## Producción
El imponente Allerton Castle the Yorkshire fue usado para la mayoría de las tomas del exterior de Misselthwaite Manor,así como algunas de las tomas en el interior. Fountains Hall también fue usada como parte de las tomas del exterior.
El interior de Midland Grand Hotel también fue usado para grabar tomas, notablemente las tomas en la imponente y majestuosa escalera principal.
Holland era ya realmente muy famosa como directora cuando esta película fue estrenada, por lo que después de la producción de la misma, continuó trabajando internacionalmente.